# Spooner
Spooner és una població dels Estats Units a l'estat de Wisconsin. Segons el cens del 2000 tenia 2.653 habitants.

## Demografia
Segons el cens del 2000, Spooner tenia 2.653 habitants, 1.148 habitatges, i 662 famílies. La densitat de població era de 338,1 habitants per km².
Dels 1.148 habitatges en un 27,4% hi vivien nens de menys de 18 anys, en un 42,4% hi vivien parelles casades, en un 11,1% dones solteres, i en un 42,3% no eren unitats familiars. En el 37,8% dels habitatges hi vivien persones soles el 20,4% de les quals corresponia a persones de 65 anys o més que vivien soles. El nombre mitjà de persones vivint en cada habitatge era de 2,22 i el nombre mitjà de persones que vivien en cada família era de 2,9.
Per edats la població es repartia de la següent manera: un 24% tenia menys de 18 anys, un 7,2% entre 18 i 24, un 24,3% entre 25 i 44, un 21,7% de 45 a 60 i un 22,8% 65 anys o més.
L'edat mediana era de 41 anys. Per cada 100 dones de 18 o més anys hi havia 77,8 homes.
La renda mediana per habitatge era de 27.768 $ i la renda mediana per família de 39.677 $. Els homes tenien una renda mediana de 31.133 $ mentre que les dones 18.167 $. La renda per capita de la població era de 16.390 $. Aproximadament el 7,6% de les famílies i l'11,9% de la població estaven per davall del llindar de pobresa.

## Poblacions més properes
El següent diagrama mostra les poblacions més properes.